# Metasia carnealis
Metasia carnealis is een vlinder uit de familie van de grasmotten (Crambidae), uit de onderfamilie van de Spilomelinae. De wetenschappelijke naam van deze soort is voor het eerst voorgesteld als Botys carnealis door Georg Friedrich Treitschke in een publicatie uit 1829.
De soort komt voor in Zuid-Europa, Turkije, Libanon en Israël.